# SOS - 우리 학교를 구해줘
《SOS》는 2012년 5월 20일부터 2012년 5월 27일까지 방영된 KBS 드라마 스페셜 연작 시리즈 시즌2의 마지막 여덟 번째 작품이다.

## 등장 인물

### 주요 인물
- 정웅인 : 김은섭(45세) 역

청나의 아버지. 강력계 형사. 그가 잡아들이는 범인들은 하나같이 경찰서가 아니라 병원에 먼저 가야 할 만큼 폭력형사로 유명하다. 어느 날 중학생 자살사건을 맡게 되는데, 자살한 여학생이 그 누구도 아닌 자기 딸아이란 사실을 알고 엄청난 충격을 받는다.
- 서신애 : 방시연(15세) 역

강연하느라 바쁜 대학교수 엄마, 1년에 절반은 출장이란 이름으로 외국에서 살다시피하는 아빠. 부모의 방치 속에서 삐뚤어진 생각을 하게 된다. 그래서 절친한 청나를 멀리했고 잘나가는 일진 민성을 동경하기 시작했다. 그 동경은 청나를 때리고 일진이 되면서 탈선의 길로 접어들게 된다.
- 정인서 : 김청나(15세) 역

원래 시연과 노는 평범한 아이였지만 민성에게 찍힌 후로는 일진 패거리들에게 두들겨 맞는 신세가 된다. 이후 폭력을 견디다 못해 교실에 불을 지르고 자살한다.
- 김애란 : 한선숙(38세) 역

청나의 어머니. 남대문 도매시장에서 옷장사 종업원으로 일한다. 딸아이가 사망했다는 경찰에게서 전화를 받고도 그냥 장난전화일 거라 여기며 믿지 않았다. 진실을 알고 충격을 받는다.
- 박소영 : 장민성(15세) 역

명화중학교 2학년 짱. 초등학교 6학년 때부터 깡패들과 어울렸고 중학생이 되어서는 남자애들도 무서워하는 일진이 된다. 평소 못마땅해하던 청나가 죽어버리자 속으로는 겁이 났지만, 이를 감추기 위해 센 척을 하고 다닌다.
- 노태엽 : 오지만(15세) 역

민성의 말이라면 자다가도 복종을 하는 남자친구. 민성의 말만 듣고 청나를 일방적으로 때려왔지만, 어느 날부터는 그 일이 지겨워지기 시작했다.
- 이병준 : 진현도(15세) 역

친구들이 일진에게 폭행당할 때마다 못본 척 하며 방관해오던 남학생. 청나의 죽음으로 죄책감이 폭발한다.
- 정재은 : 정미원(42세) 역

대학교수. 시연의 엄마. ‘인간관계 잘 맺는 방법’이란 주제로 강연을 다니는 명강사다. 하지만 딸이 원하는 대로 해주지 않고 자신이 원하는 대로 키우려고 한다.
- 김도현 : 차강호(30세) 역

은섭의 후배로 파트너 형사.
- 민영원 : 이유진(31세) 역

시연의 반 담임. 국어 담당. 인성 교육하는 일이 교사의 최우선이란 사명감으로 시작했지만 어느덧 잡무에 시달리며 허겁지겁 수업에 들어가는 신세가 된다. 말썽 피우는 아이들도 한때 그런 거지 크면서 나아질 거라 믿는 낭만주의자.
- 강지원 : 고진주(29세) 역

남대문 새벽시장 옷가게 직원. 갓 스무 살 때부터 옷가게에서 7년째 일하는 선숙의 직장 동료이며, 선숙과 청나 모녀를 깊이 이해하고 있다.

### 그 외 인물
- 이석민 : 일주 역
- 이민수 : 찬수 역
- 오희영 : 규희 역
- 홍성철 : 오광 역
- 이태현 : 한철 역
- 강지원 : 진주 역
- 조하석 : 두창 역
- 이선용 : 검안의 역
- 박리나 : 두창의 여자친구 역
- 박삼녕 : 소방대원 역
- 이석민 : 웅 역

### 우정출연
- 정의갑 : 장국천(48세) 역 - 민성의 아빠
- 나경민 : 강력반 팀장(33세) 역
- 황동주 : 윤문석(30세 역 - 경찰서 출입기자
- 故 한경선 : 교장 역
- 김선영 : 민성의 엄마 역